# Sigisfredo Mair
Sigisfredo Mair lub Josef Siegfried Mair (ur. 10 sierpnia 1939 w Dobbiaco, zm. 15 maja 1977 w San Candido) – włoski saneczkarz startujący w jedynkach i dwójkach, brązowy medalista igrzysk olimpijskich i mistrzostw świata.

## Kariera
Pierwszy sukces w karierze osiągnął w 1964 roku, kiedy razem z Walterem Außerdorferem zdobył brązowy medal w dwójkach podczas igrzysk olimpijskich w Innsbrucku. Na rozgrywanych trzy lata później mistrzostwach świata w Hammarstrand, startując ze swym bratem Ernesto także zajął trzecie miejsce. Ponadto zajął dziesiąte miejsce na igrzyskach w Grenoble w 1968 roku oraz ósme na igrzyskach w Sapporo cztery lata później.
W 1967 roku jego żoną została Aloisia Nöckler, siostra narciarza alpejskiego Bruno Nöcklera. Miał czwórkę dzieci. Zginął w wypadku samochodowym w 1977 roku.

## Osiągnięcia

### Igrzyska olimpijskie
| Rok  | Miejsce   | Jedynki | Dwójki |
| ---- | --------- | ------- | ------ |
| 1964 | Innsbruck |         | 3.     |
| 1968 | Grenoble  | 16.     | 10.    |
| 1972 | Sapporo   |         | 8.     |